# Actinocephalus coutoensis
Actinocephalus coutoensis är en gräsväxtart som först beskrevs av Harold Norman Moldenke, och fick sitt nu gällande namn av Paulo Takeo Sano. Actinocephalus coutoensis ingår i släktet Actinocephalus och familjen Eriocaulaceae. Inga underarter finns listade i Catalogue of Life.